# Escamps (Yonne)
Escamps ist eine Gemeinde im französischen Département Yonne (Region Bourgogne-Franche-Comté). Die Gemeinde hat 853 Einwohner (Stand: 1. Januar 2022), gehört zum Arrondissement Auxerre und zum Kanton Vincelles (bis 2015: Kanton Coulanges-la-Vineuse). Die Einwohner werden Escampois genannt.

## Geographie
Escamps liegt etwa 13 Kilometer südwestlich von Auxerre. Umgeben wird Escamps von den Nachbargemeinden Chevannes im Norden, Gy-l’Évêque im Osten, Migé im Südosten, Merry-Sec und Coulangeron im Süden, Diges im Westen sowie Pourrain im Nordwesten.

## Bevölkerungsentwicklung
| Jahr                      | 1962 | 1968 | 1975 | 1982 | 1990 | 1999 | 2006 | 2013 |
| ------------------------- | ---- | ---- | ---- | ---- | ---- | ---- | ---- | ---- |
| Einwohner                 | 554  | 505  | 469  | 564  | 685  | 710  | 792  | 897  |
| Quelle: Cassini und INSEE |      |      |      |      |      |      |      |      |

## Verkehr
Escamps besaß früher einen Bahnhof an der jetzt stillgelegten und entwidmeten Bahnstrecke Auxerre-Saint-Gervais–Gien.

## Sehenswürdigkeiten
- Kirche Saint-Georges aus dem 13. Jahrhundert, seit 1926 Monument historique
- Schloss Avigneau, Monument historique
- Kapelle von Avigneau

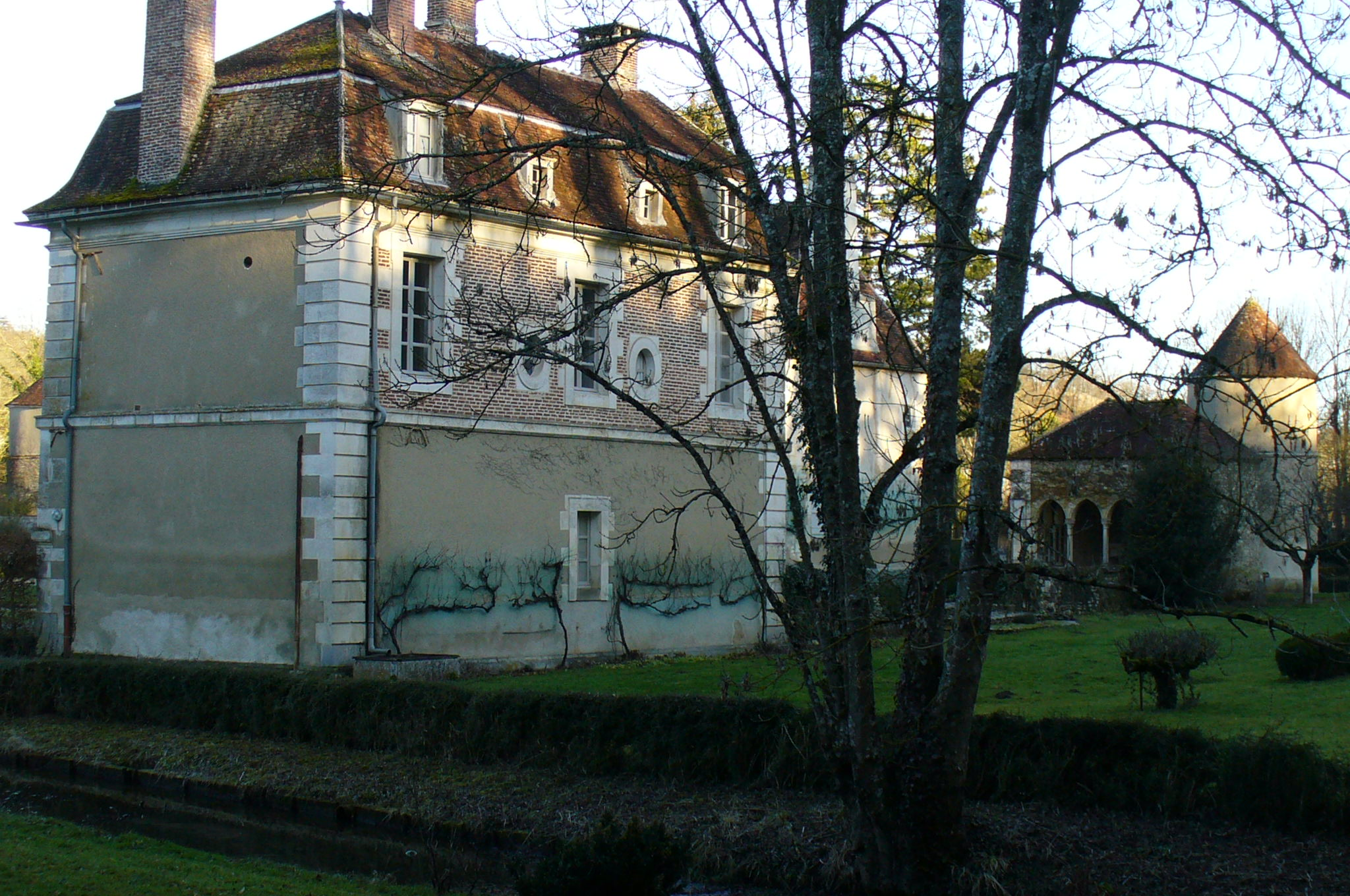
Schloss Avigneau
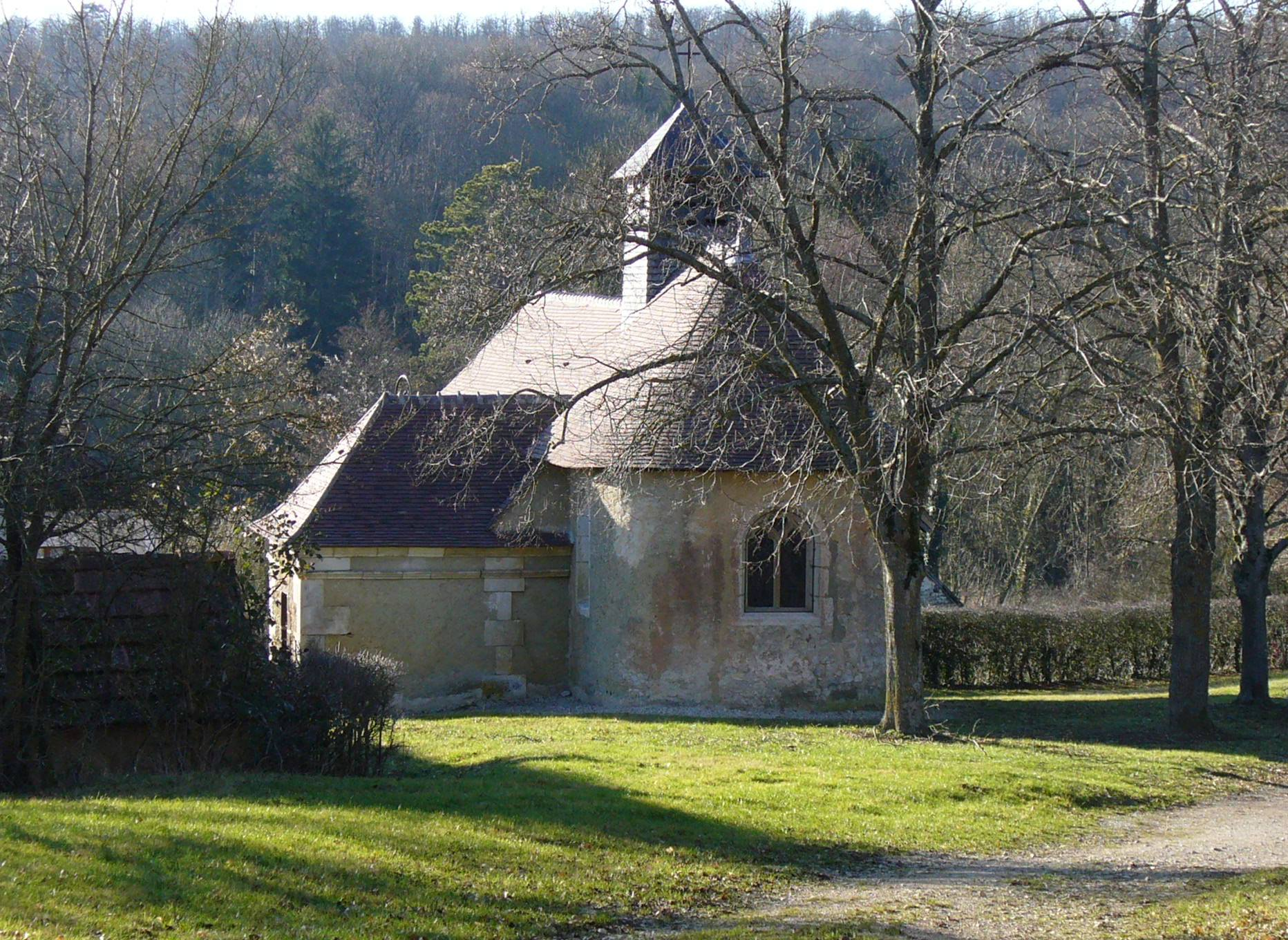
Kapelle von Avigneau